# Basilodes
Basilodes is een geslacht van vlinders van de familie Uilen (Noctuidae), uit de onderfamilie Stiriinae.

## Soorten
- B. aurata Schaus, 1911
- B. catharops Dyar, 1911
- B. chrysopis Grote, 1881
- B. inquinatus Hogue, 1963
- B. pepita Guenée, 1852
- B. philobia Druce, 1897